# Richard Šmehlík
Richard Šmehlík (* 23. ledna 1970 Ostrava) je bývalý český hokejový obránce.
Po skončení hokejové kariéry se začal věnovat podnikání a založil v Buffalu psí hotel. Sportovně se také věnoval krav maze a brazilského jiu-jiutsu, ve kterém získal černý pás.

## Ocenění a úspěchy
- 1988 Postup s klubem TJ Vítkovice do ČSHL

## Prvenství
- Debut v NHL – 8. října 1992 (Buffalo Sabres proti Quebec Nordiques)
- První gól v NHL – 10. října 1992 (Hartford Whalers proti Buffalo Sabres kanadskému brankáři Frank Pietrangelo)
- První asistence v NHL – 16. října 1992 (Buffalo Sabres proti Tampa Bay Lightning)

## Klubová statistika
| Sezóna       | Klub              | Soutěž       |        | Základní část | Základní část | Základní část | Základní část | Základní část |        | Play off | Play off | Play off | Play off | Play off |
| Sezóna       | Klub              | Soutěž       | Z      | G             | A             | B             | TM            | Z             | G      | A        | B        | TM       |          |          |
| 1987–88      | TJ Vítkovice      | 1.ČSHL       |        |               |               |               |               | —             | —      | —        | —        | —        |          |          |
| 1988–89      | TJ Vítkovice      | ČSHL         | 28     | 2             | 3             | 5             | 12            | —             | —      | —        | —        | —        |          |          |
| 1989–90      | TJ Vítkovice      | ČSHL         | 44     | 4             | 3             | 7             |               | 7             | 1      | 1        | 2        |          |          |          |
| 1990–91      | ASD Dukla Jihlava | ČSHL         | 51     | 4             | 2             | 6             | 22            | —             | —      | —        | —        | —        |          |          |
| 1991–92      | TJ Vítkovice      | ČSHL         | 35     | 8             | 5             | 13            |               | —             | —      | —        | —        | —        |          |          |
| 1992–93      | Buffalo Sabres    | NHL          | 80     | 4             | 27            | 31            | 59            | 8             | 0      | 4        | 4        | 2        |          |          |
| 1993–94      | Buffalo Sabres    | NHL          | 84     | 14            | 27            | 41            | 69            | 7             | 0      | 2        | 2        | 10       |          |          |
| 1994–95      | HC Vítkovice      | ČHL          | 13     | 5             | 2             | 7             | 12            | —             | —      | —        | —        | —        |          |          |
| 1994–95      | Buffalo Sabres    | NHL          | 39     | 4             | 7             | 11            | 46            | 5             | 0      | 0        | 0        | 2        |          |          |
| 1995–96      | Nehrál            | Nehrál       | Nehrál | Nehrál        | Nehrál        | Nehrál        | Nehrál        | Nehrál        | Nehrál | Nehrál   | Nehrál   | Nehrál   | Nehrál   | Nehrál   |
| 1996–97      | Buffalo Sabres    | NHL          | 62     | 11            | 19            | 30            | 43            | 12            | 0      | 2        | 2        | 4        |          |          |
| 1997–98      | Buffalo Sabres    | NHL          | 72     | 3             | 17            | 20            | 62            | 15            | 0      | 2        | 2        | 6        |          |          |
| 1998–99      | Buffalo Sabres    | NHL          | 72     | 3             | 11            | 14            | 44            | 21            | 0      | 3        | 3        | 10       |          |          |
| 1999–00      | Buffalo Sabres    | NHL          | 64     | 2             | 9             | 11            | 50            | 5             | 1      | 0        | 1        | 0        |          |          |
| 2000–01      | Buffalo Sabres    | NHL          | 56     | 3             | 12            | 15            | 5             | 10            | 0      | 1        | 1        | 4        |          |          |
| 2001–02      | Buffalo Sabres    | NHL          | 60     | 3             | 6             | 9             | 22            | —             | —      | —        | —        | —        |          |          |
| 2002–03      | Atlanta Thrashers | NHL          | 43     | 2             | 9             | 11            | 16            | —             | —      | —        | —        | —        |          |          |
| 2002–03      | New Jersey Devils | NHL          | 12     | 0             | 2             | 2             | 0             | 5             | 0      | 0        | 0        | 2        |          |          |
| Celkem v NHL | Celkem v NHL      | Celkem v NHL | 644    | 49            | 146           | 195           | 415           | 88            | 1      | 14       | 15       | 40       |          |          |

- Premiéra v reprezentaci – 11. dubna 1990 v Praze proti Kanadě (přátelské utkání)

## Reprezentační statistiky
| Rok                    | Tým                    | Soutěž                 | Z  | G | A | B | TM |
| ---------------------- | ---------------------- | ---------------------- | -- | - | - | - | -- |
| 1988                   | Československo 18      | ME 18                  | 5  | 1 | 1 | 2 | 4  |
| 1990                   | Československo 20      | MS 20                  | 7  | 0 | 1 | 1 | 4  |
| 1991                   | Československo         | MS                     | 8  | 1 | 2 | 3 | 8  |
| 1991                   | Československo         | KP                     | 5  | 0 | 1 | 1 | 2  |
| 1992                   | Československo         | OH                     | 8  | 0 | 1 | 1 | 2  |
| 1992                   | Československo         | MS                     | 8  | 0 | 0 | 0 | 4  |
| 1998                   | Česko                  | OH                     | 6  | 0 | 1 | 1 | 4  |
| 2002                   | Česko                  | OH                     | 4  | 0 | 0 | 0 | 0  |
| Juniorská reprezentace | Juniorská reprezentace | Juniorská reprezentace | 12 | 1 | 2 | 3 | 8  |
| Seniorská reprezentace | Seniorská reprezentace | Seniorská reprezentace | 39 | 1 | 5 | 6 | 20 |

Celková bilance 72 utkání/2 branky